# Michael Hartley Freedman
Michael Hartley Freedman (Los Ángeles, California, EE. UU., 21 de abril de 1951) es un matemático que trabaja en el Microsoft Research, conocido por haber resuelto, en 1986, la Conjetura generalizada de Poincaré, uno de los problemas más famosos del siglo XX, para el caso n=4. En 1986 recibió la Medalla Fields por su trabajo en esta área, el mismo año el Premio Oswald Vblen en 1986 y la Medalla Nacional de Ciencia de Estados Unidos en 1987.

## Publicaciones
- Michael H. Freedman, The topology of four-dimensional manifolds, Journal of Differential Geometry 17 (1982), pp. 357–453
- Michael H. Freedman and Frank Quinn, Topology of 4-manifolds, Princeton Mathematical Series, vol 39, Princeton University Press, Princeton, NJ, 1990. ISBN 0-691-08577-3

- Datos: Q333494
- Multimedia: Michael Freedman / Q333494